# Calvaire (film)
Calvaire is een Belgisch-Luxemburgs-Franse horrorfilm uit 2004 geregisseerd door Fabrice Du Welz. De film werd opgenomen in België (Büllingen) en het Groothertogdom Luxemburg (Mondorf-les-Bains).

## Verhaal
Vlak voor Kerstmis heeft de gladde charmezanger Marc Steven een optreden voor een groep bejaarde mensen. Na het optreden wordt hij door een bewoonster benaderd om haar te bevredigen. Geschokt verlaat hij het rusthuis en ontvangt nog zijn ontslag van de verantwoordelijke.
's Nachts heeft hij autopech in het midden van de bossen en ontmoet hij Boris die op zoek is naar zijn hond. Deze neemt hem mee en zo belandt hij in de herberg van Bartel. De volgende morgen is Bartel bereid zijn auto te herstellen omdat de plaatselijke garagist op verplaatsing blijkt te zijn. Marc gaat ondertussen een wandeling maken en ziet hoe dorpsbewoners zich seksueel uitleven door zich door een jong kalf te laten afzuigen.
Terwijl Marc gaat wandelen breekt Bartel in in zijn bestelwagen en steelt zijn gsm en naaktfoto's van een aanbidster van het vorige optreden in het rusthuis.
Marc wil weg, maar Bartel kan hem overtuigen om nog de volgende dag af te wachten. Hij heeft tenslotte tijd. Tijdens de maaltijd zoekt Bartel toenadering en vertelt van zijn eigen loopbaan als cabaretier en hoe deze ten einde liep door Gloria, zijn vrouw, die hem verlaten heeft. Hij kan ook Marc overtuigen te zingen voor hem. De dag erna blijkt de batterij van zijn bestelwagen weg en ziet hij ook dat de deur opengebroken werd. Hij gaat op zoek naar Bartel en vindt zijn gsm en de foto's terug. Tijdens een woordenwisseling slaat Bartel Marc neer met de autobatterij. Hij beschouwt hem vanaf dan als Gloria en kleedt hem ook aan in haar kledij.
Bartel is merkelijk opgetogen en stelt voor een kerstboom in het bos te halen. Tijdens die zoektocht kan Marc weglopen. Hij raakt echter in een stropersklem vast en wordt 's nachts door Boris gevonden die hem als zijn verloren hond beschouwd. Boris heeft de dag erna Bartel gehaald en deze neemt Marc terug mee naar zijn huis. Dorpsbewoners die aan het stropen zijn zien dit tafereel. Om zeker te zijn dat Marc niet meer kan weglopen nagelt hij hem vast in zijn schuur. De dorpsbewoners zijn gevolgd en zien dit ook. Even later gaat Bartel naar het lokale café waar hij de ander dorpsbewoners vraagt om hem en Gloria (Marc) met rust te laten. Na zijn vertrek uit het café beginnen de cafébezoekers bizar te dansen. Die avond komt Boris uitgelaten terug bij Bartel aan met een kalf. Hij denkt dat het zijn verloren hond is en ze willen dit vieren. Tijdens dit vieren komen de dorpsbewoners gewapend met geweren naar de herberg van Bartel.
Tijdens een vuurgevecht worden zowel Bartel als Boris neergeschoten. Een van de dorpsbewoners richt zich nu tot Marc en vraagt hem te zingen. Ook zij denken dat Marc Gloria is die teruggekeerd is en op wie ze zelf stiekem verliefd waren. Marc kan uiteindelijk weglopen maar 5 dorpsbewoners achtervolgen hem. Na een hele tocht komen ze aan een nieuw gebied en blijven er 4 achter. Slechts één zet de achtervolging in. Als die Marc bijna ingehaald heeft zakt hij weg in het moeras. Marc blijft alleen achter in een mistige open vlakte

## Acteurs
| Acteur               | Personage          |
| -------------------- | ------------------ |
| Laurent Lucas        | Marc Stevens       |
| Jackie Berroyer      | Bartel             |
| Philippe Nahon       | Robert Orton       |
| Jean-Luc Couchard    | Boris              |
| Brigitte Lahaie      | Mademoiselle Vicky |
| Gigi Coursigny       | Madame Langhoff    |
| Philippe Grand'Henry | Tomas Orton        |
| Jo Prestia           | Fermier Mylène     |
| Marc Lefebvre        | Lucien             |
| Alfred David         | Roland             |
| Alain Delaunois      | Gáant              |
| Vincent Cahay        | Stan, de pianist   |
| Johan Meys           | Rosto              |

## Nominaties
- Beste fotografie Joseph Plateau prijs (2006)

## Prijzen
- Beste fictiefilm, Filmfestival Amsterdam (2005)
- Prijs van de jury en persprijs, Filmfestival Fantastic'Arts van Gérardmer (2005)